# Dead Drop

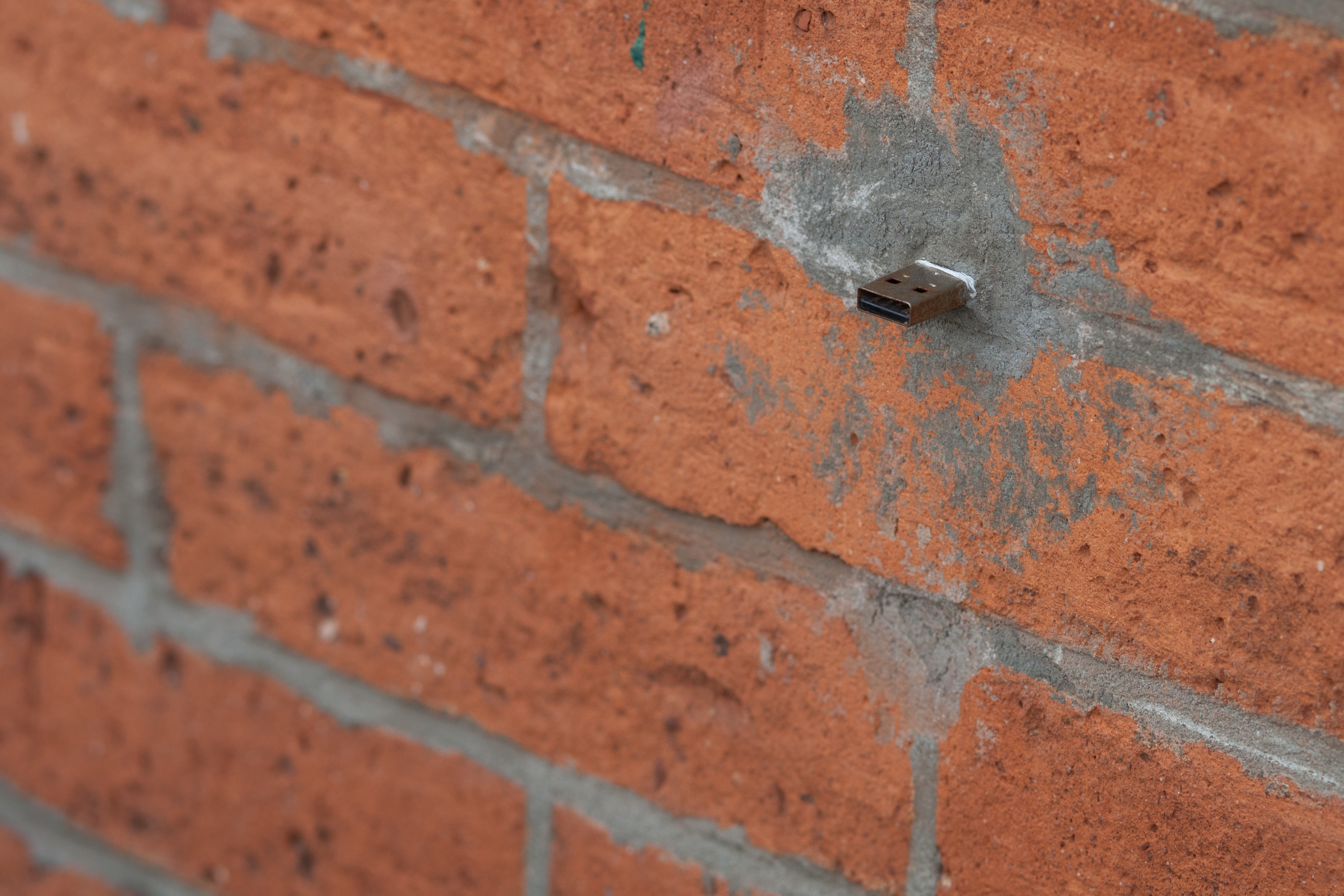
Une clé USB est scellée dans un mur.

Une Dead Drop est une clé USB fixée dans l'espace public permettant un partage de données (en l'occurrence un partage de fichiers) de manière anonyme et non connectée à un réseau informatique (hors ligne).

## Description
Concrètement, une clé USB est scellée dans un mur extérieur à l'aide de mortier à prise rapide (composé de ciment et de sable). Son nom vient de boîte aux lettres morte (dead drop en anglais), une technique utilisée par des espions pour partager des documents entre agents sans rencontre physique.
Le premier réseau Dead Drops, au nombre de cinq clés, a été commencé en octobre 2010 à New York par l'artiste berlinois Aram Bartholl (en), un membre du collectif new-yorkais Free Art and Technology Lab (en) (alias F.A.T. lab).
Chacun est invité à déposer ou rechercher des fichiers sur une dead drop. Il suffit de brancher un ordinateur portable sur le mur ou le support de la dead drop pour commencer à partager du contenu. Chaque dead drop est initialement vide à l'exception d'un fichier texte readme et un fichier texte contenant Le manifeste “Dead Drops” expliquant le concept du projet.
Pour y brancher un appareil de façon plus confortable, il est souhaitable d'utiliser un câble rallonge USB.